# Nesiotes
Nesiotes (en llatí Nesiotes, en grec antic Νησιώτης) fou un escultor grec segurament nascut a Atenes.
Sembla que va ser l'ajudant del gran artista atenenc Críties, encara que alguns autors van suposar que Nesiotes era un renom d'aquest darrer. Junt amb Críties van renovar les estàtues dels tiranicides Harmodi i Aristogitó l'any 477 aC.